# Кукленско езеро
Кукленското езеро е ледниково езеро в западния склон на Северен Пирин, разположено в циркусно задълбаване между върховете Куклите (2686 m) на юг, Зъбът (2650 m) на изток и Банова капа на югозапад, южно от по-големия Беговишки циркус.
Има форма на равнобедрен триъгълник, обърнат с основата си на североизток, с размери – 150 m на основата и 105 m на бедрата. Площта му е 7,5 дка. Езерото е много красиво, но рядко се посещава от туристи, тъй като е встрани от основните туситически маршрути в Пирин. От северния му ъгъл изтича малък поток, който се влива отляво в Козя река (една от съставящите реки на Санданска Бистрица).